# Kjerstin Boge Solås
Kjerstin Boge Solås (* 31. Dezember 1997 in Dale, Norwegen) ist eine norwegische Handballspielerin. Sie spielt meist auf Rückraum links.

## Karriere
Kjerstin Boge Solås begann ihre Karriere 2013 bei ihrem Heimatverein Dale IL. Sie wechselte 2019 vom norwegischen Tertnes IL zum ungarischen Erstligisten Siófok KC. Im folgenden Jahr kehrte Solås nach Norwegen zurück und spielt derzeit für den Trondheimer Verein Byåsen Håndball Elite (Byåsen HE). Nachdem Solås im Dezember 2023 aus wirtschaftlichen Gründen Byåsen verlassen musste, stand sie anschließend bei den Vipers Kristiansand unter Vertrag, mit denen sie 2024 die norwegische Meisterschaft gewann. Seit der Saison 2024/25 läuft sie für Storhamar Håndball auf. Mit Storhamar Håndball gewann sie 2024 den norwegischen Pokalwettbewerb sowie 2025 die norwegische Meisterschaft.
In den norwegischen Nationalmannschaften U17 und U19 erzielte Solås neun Tore bei 21 Einsätzen sowie 59 Tore bei 36 Spielen.
Für die norwegische Nationalmannschaft gab sie im Dezember 2016 als bisher jüngste Spielerin ihr Länderspieldebüt. Am 18. Dezember 2016 wurde sie in Schweden bei der Handball-Europameister 2016.